# 鹤壁北站
鹤壁北站是一个汤鹤铁路上的铁路车站，位于中华人民共和国河南省鹤壁市鹤山区，建于1957年10月。原为三等站。1983年定为煤矿编组的二等站，距汤阴站19公里，由安阳综合段管辖。目前客运：不办理旅客乘降；行李、包裹托运；货运：办理整车、零担货物发到；办理整车货物承运前保管；不办理整车爆炸品及整车一级氧化剂发到。

## 参見
- 鹤壁站
- 鹤壁东站